# Ilai Swindells
Ilai Swindells är en australisk skådespelare och röstskådespelare från Queensland.
Ilai Swindells har främst gjort karriär som röstskådespelare men har även medverkat i spelfilmer och TV-serier såsom exempelvis Five Blind Dates där han spelar karaktären Mason och Retrograde där han spelar, Ramsay, en av huvudrollerna. Han är främst känd som huvudkaraktären Freddy Lupin i de animerade filmerna och TV-serien om ett varulvsgäng.

## Filmografi i urval
- 2020 – Retrograde (TV-serie)
- 2020 – En pudel i flocken
- 2024 – Five Blind Dates
- 2024 – 200% varulv – En pudel i flocken 2